# Gee Vero

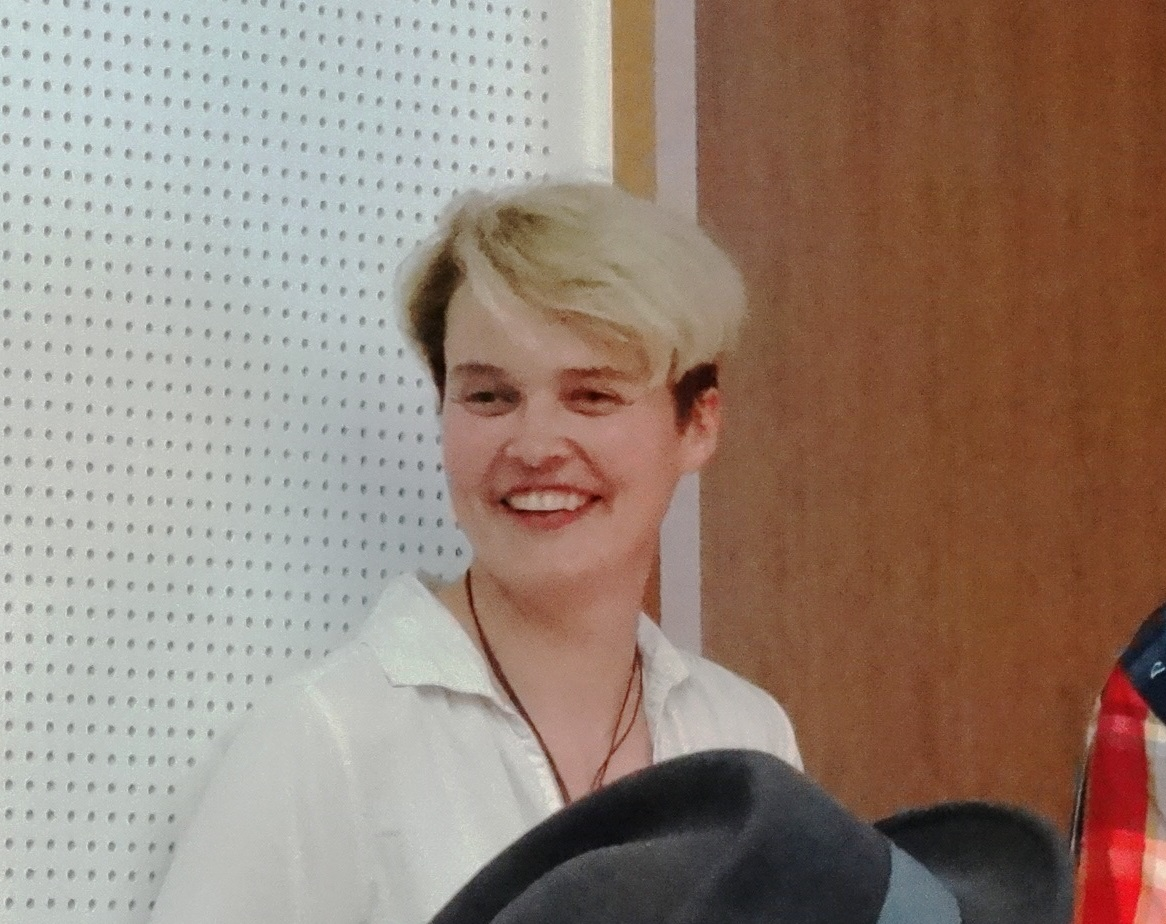
Gee Vero im Mai 2014

Gee Vero (* 1971 in Grimma als Gerrit Helmholz) ist eine deutsche Künstlerin und Autorin. Im Alter von 37 Jahren wurde bei ihr ein Asperger-Syndrom diagnostiziert. Seit 2011 hält sie Vorträge über Autismus und veröffentlichte Bücher und Texte zu diesem Thema.

## Leben und Beruf
Nach ihrem Abitur im Jahr 1990 studierte Vero zunächst Anglistik an der Universität in Leipzig, bevor sie 1993 nach London zog. Sie betrieb in London und Bad Lausick zwei Spielzeuggeschäfte. Ihr künstlerisches Schaffen begann 1993 in London. 2004 kehrte sie nach Deutschland zurück und arbeitete ab 2010 zunächst auf Honorarbasis für die Autismusambulanz in Leipzig. Sie arbeitet seit 2013 als freie Referentin zum Thema Autismus und Kunst. Als Künstlerin tritt sie seit ihrer Zeit in London unter dem Pseudonym Bareface (bare = unverhüllt / face = Gesicht) auf. Vero lebt und arbeitet in der Nähe von Leipzig. Sie ist verheiratet und hat zwei Töchter und einen Sohn; ihr Sohn hat die Diagnose frühkindlicher Autismus.

## Projekt The Art of Inclusion

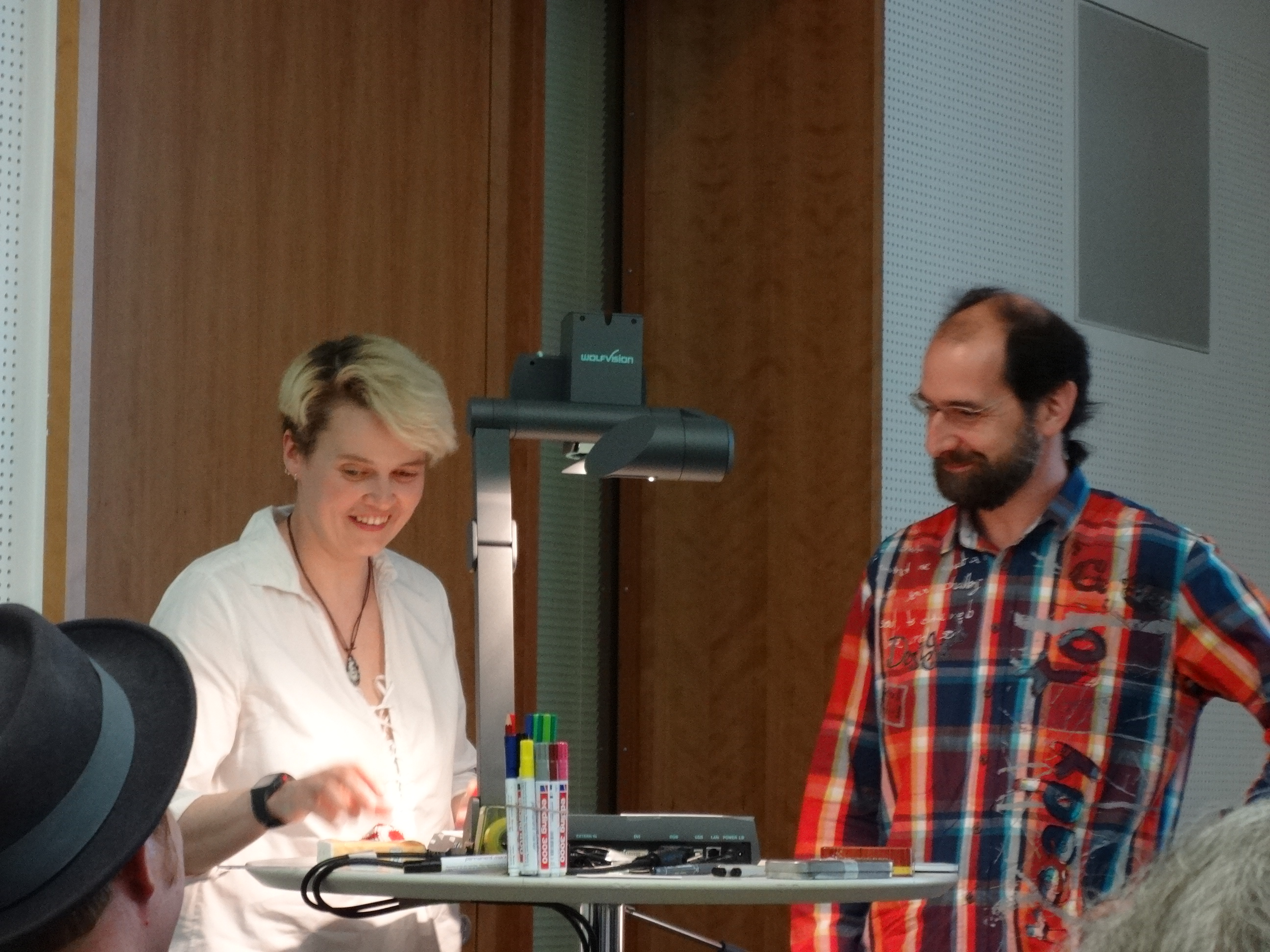
Gee Vero und Silvio Neuendorf im Kleisthaus, Mai 2014

2010 begann die Künstlerin mit dem  Projekt The Art of Inclusion. Vero verschickt dabei ein unvollendetes Porträt an Persönlichkeiten aus Politik, Sport, Wissenschaft oder Kultur. Es besteht meist aus einer rechten Gesichtshälfte, die mit wenigen schwarzen Linien auf einem Aquarellpapier gezeichnet ist. Sie bittet die Angeschriebenen, das Kunstwerk nach deren Vorstellungen zu ergänzen. Zwei – meist persönlich unbekannte – Menschen erstellen so ein individuelles Kunstwerk. Bis 2014 sind auf diese Art und Weise bereits mehr als 100 Porträts entstanden. Zu den eingebundenen „Künstlern“ zählen beispielsweise Angela Merkel, Udo Lindenberg, Ben Kingsley, Manfred Krug, Herbert Feuerstein und Dieter Hallervorden. 40 ausgewählte Werke waren von Mai bis Juni 2014 im Kleisthaus in Berlin zu sehen. Um auch blinden Personen eine Teilhabe an den Kunstwerken zu ermöglichen, wurden eigens für die Ausstellung drei ausgewählte Kunstwerke als Relief hergestellt. Die Behindertenbeauftragte der Bundesregierung Verena Bentele würdigte ihre Arbeiten anlässlich der Vernissage als „anschauliches und lebendiges Beispiel für Inklusion. Sie sind ein Appell einer autistischen Künstlerin, um Respekt, Zusammengehörigkeit und Gleichberechtigung zwischen allen Menschen in unserer Gesellschaft voranzubringen – unabhängig von individuellen Fähigkeiten, ethnischer wie sozialer Herkunft, Geschlecht oder Alter.“ Anschließend gestaltete Gee Vero zusammen mit dem Illustrator Silvio Neuendorf ein neues, gemeinsames Porträt. Der Kunsthistoriker Bernd Apke sieht in dem wiederkehrenden Konzept eine Passion der Künstlerin. Die Reaktionen der kontaktierten Personen werden für ihn durch Veros Arbeit zu Selbstporträts der Angeschriebenen: „Jeder ist ein Künstler“. Gleichzeitig stelle sich damit aber auch die Frage, warum sich die Künstlerin seit vielen Jahren den „kreativen Reaktionen“ anderer Personen aussetze. Apke sieht daher in den Fragen nach „Fremd- und Selbstbildnern, nach Wahrnehmungsweisen und Inszenierungen“ das künstlerische Konzept von Gee Vero.

## Ausstellung/Projektvorstellungen The Art of Inclusion
- 2018: Martin Gropius Krankenhaus Eberswalde
- 2018: Berlin Pfefferberg
- 2018: Universität Leipzig als Teil von DOKversity
- 2017: Stadtsparkasse Viersen
- 2017: Nadelfabrik Aachen ft. Silvio Neuendorf
- 2017: Landratsamt Delitzsch
- 2016: Stadtarchiv Leipzig
- 2015: Nachbarschaftsheim Schöneberg e.V., Berlin
- 2015: Evangelische Fachakademie Lutherstadt Wittenberg
- 2015: Galerie Kugel, Nauenhof
- 2014: 6. Dresdner Forum Employability, Dresden
- 2014: Praxis Dr Wunderlich, Dresden
- 2014: The Art of Inclusion, Kleisthaus, Berlin
- 2014: Augusteum, Leipzig[11]
- 2014: Friedrich-Ludwig-Jahn Museum, Freyburg
- 2014: Rockville, Maryland, USA
- 2013: Galerie in der Landesgalerie Sachsen, Dresden
- 2013: Apex, Göttingen[12]
- 2013: Max-Planck-Institut für Experimentelle Medizin, Göttingen[13]
- 2013: Martin-Luther-Universität Halle-Wittenberg, Halle (Saale)[14]
- 2012: Tapetenwerk, Leipzig[15]
- 2012: 7. Teacch-Forum, Mainz[16]
- 2011: Bundeskongress Autismus Deutschland e.V, Hamburg
- 2011: Tapetenwerk, Leipzig

## Weitere Gruppen- und Einzelausstellungen (Auswahl)
- 2012: AutArt. U.FO Kunstraum Hamburg[17]
- 2012: Und kein Ende in Sicht. Riff-Galerie, Bad Lausick
- 2012: HFFA Kunstausstellung London
- 2012: Dove Sei. Bibliothek Geithain
- 2012: Bareface. Volkshochschule Leipzig
- 2011: HFFA Kunstausstellung London
- 2011: Zukunftsvisionen, Görlitz
- 2010: HFFA Kunstausstellung London
- 2010: Ich sehe was, was du nicht siehst. Akku Art. Documenta-Halle, Kassel
- 1992: Art in The Park. Dulwich, London
- 1992: The Art Show, Alexandra Palace, London